# Manhwa

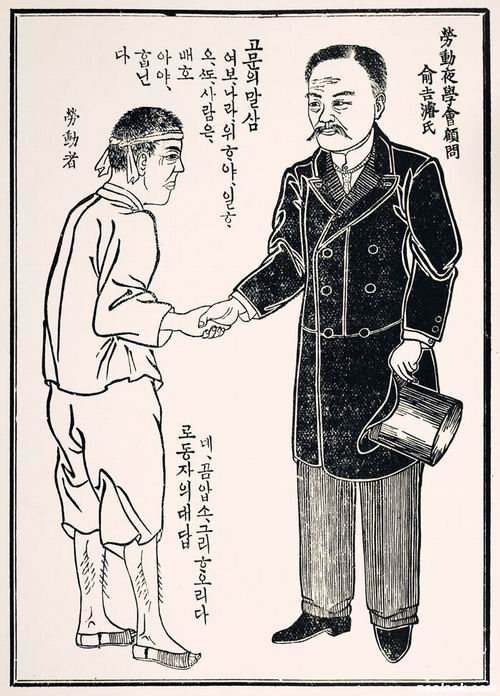
Imagen de una de las primeras historietas de Corea.

Manhwa (Hangeul: 만화, Hanja: 漫畵) es el término general coreano utilizado para denominar las tiras cómicas e historietas. Fuera de Corea del Sur y Norte, el término se refiere exclusivamente a las tiras cómicas surcoreanas, uno de los principales países en la producción de historietas. "Manhwa" también se refiere a los cómics o historietas que contienen escenas +18.
Tanto el término manhwa coreano, como el manga japonés y el chino manhua, designan estilos ligeramente diferentes pero son palabras acuñadas de un mismo término original: 漫畵. El manhwa se lee en la misma dirección que los libros occidentales en alfabeto latino; es decir, horizontalmente y de izquierda a derecha. El "manga" se lee horizontalmente y de derecha a izquierda. El "manhua" se lee verticalmente y de izquierda a derecha.

## Adaptaciones
A diferencia de Japón, en Corea del Sur las tiras cómicas rara vez son adoptados a otros medios; sin embargo, ha habido casos de series dramáticas, películas y series animadas creadas a partir del manhwa, por ejemplo:
- Full House (2004)
- Ragnarok The Animation (2004)
- El Gran Catsby (2005)
- Goong (2006)
- Kurokami (2009)
- Mary Stayed Out All Night (2010)
- Love Alarm (2019)
- Tower of God (2020)
- The God of High School (2020)
- Noblesse (2020)
- True Beauty (2020)
- Sweet Home (2020)
- Estamos muertos (2022)
- Solo leveling (2023)
- Hit Viral (2024)

## Estilo del manhwa
El manhwa ha sido influenciado por la dramática historia moderna de Corea, resultando en una diversidad de formas y géneros, incluyendo una corriente principal de estilos similar al manga. Distintivamente, el manhwa puede ser encontrado en editoriales de cómics, trabajos orientados artísticamente, y series de webcomics.
Algunos rasgos típicos que permiten diferenciar el manhwa coreano del manga japonés son:
- La cara y los ojos son frecuentemente exagerados en un estilo caricaturesco, mientras que el cuerpo es más realista en proporción.
- Hay (normalmente) un uso más frecuente de gradiente screentone.
- La lectura se hace con una dirección de izquierda a derecha.
- El nombre coreano del autor/artista. Por lo general, son dobles compuestos de sílabas inexistentes en el japonés (es el método más fiable para diferenciar manhwa; excepciones serían cuando un seudónimo culturalmente neutral se utiliza cuando el artista es de etnia coreana, pero reside en otro país).
- Los nombres coreanos de los personajes en el manhwa.
- Los efectos de sonido sin traducir (no siempre presente) en hangul.

En la actualidad hay una serie de editores especializados en traducciones españolas de cómics coreanos, y por lo general no tienen miedo de llamarlos "manhwa".

## Editoriales de manhwa en Corea del Sur
- Daiwon C.I.
- Haksan Publishing
- Naver
- TopToon
- Toomics
- Seoul Culture Corporation
- Lezhin Comics

## Editoriales de manhwa coreano en español fuera de Corea
- Caligrama Editores en México.
- Deux Studio en Argentina.
- Ediciones Glénat en España.
- Ediciones La Cúpula en España.
- Editorial Ivrea en Argentina y España.
- Editorial Panini en España.
- Editorial Sins Entido en España.
- Editorial TuKiosko en Bolivia.[1]
- Editorial Vid en México.
- Filabo Ediciones en España.
- Medea Ediciones en España
- Planeta DeAgostini en España.
- Toomics en Latinoamérica.
- pop fiction en Argentina
- Coolmic en Japón y México.